# Geschichte der Videospiele 1980–1989
Nachfolgend die wichtigsten Daten zur Computer- und Videospielgeschichte von 1980 bis 1989.

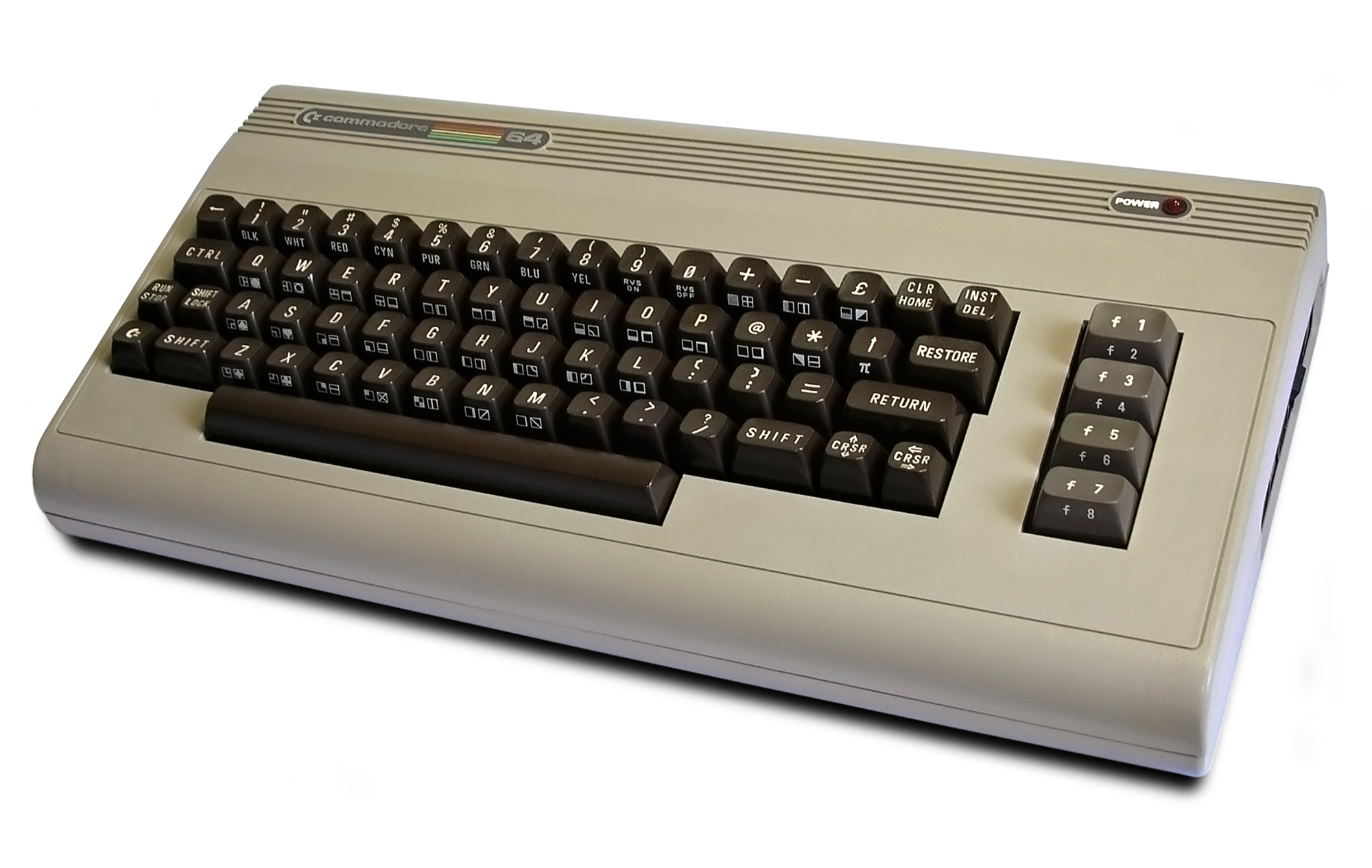
Heimcomputer Commodore C-64 (1982)

Pac-Man (1980, stilisiert)

## Plattformen

### Arcade-Spiele
Arcade-Spiele waren, insbesondere grafisch, oft deutlich leistungsfähiger als andere Plattformen. Einige Spiele hatten ihren Ursprung als Arcade-Spiele und erschienen etwas später als Umsetzung auf Konsolen und Heimcomputern. Die Goldene Ära der Arcade-Spiele dauerte bis Mitte der 1980er-Jahre. Ab 1984 wurden beim Bau von Spielautomaten teilweise 16-Bit-Prozessoren eingesetzt.

### Konsolen

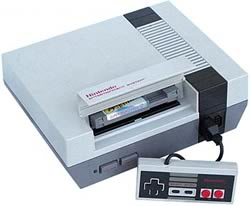
Spielkonsole Nintendo Entertainment System (NES), 1983 (Japan)

In den 1980er-Jahren erschienen viele Spielkonsolen, größtenteils mit 8-bit-Architektur. Besonders verbreitet waren das Nintendo Entertainment System, das 1986 in Deutschland erschien, und das ab 1987 in Deutschland angebotene Sega Master System. Beide Konsolen brachten jeweils eigene Serien und Spielfiguren mit. Die frühesten Geräte mit 16-bit-Technologie (4. Generation) erschienen ab 1987, in Deutschland erst 1990. Zu Beginn der 1980er-Jahre weiterhin verbreitet waren die älteren Konsolen, insbesondere die Atari 2600
- 2. Generation
  - ColecoVision (1982)
  - Atari 5200 (1982)
- 3. Generation
  - Nintendo Famicom (1983 Japan) / Nintendo Entertainment System (1986 Deutschland)
  - Sega Master System (1987)
- 4. Generation
  - PC Engine / TurboGrafx 16 (1987, 8-bit-Prozessor, teilweise 16-bit-Eigenschaften)
  - Sega Mega Drive (1988, 16 Bit)

#### Handheld-Konsolen
- Nintendo Game & Watch (1980), LCD-Spiel
- Atari Lynx (1989), 8 Bit
- Nintendo Game Boy (1989, in Deutschland 1990) 8 Bit

### Heimcomputer
- Commodore VC 20 (1980)

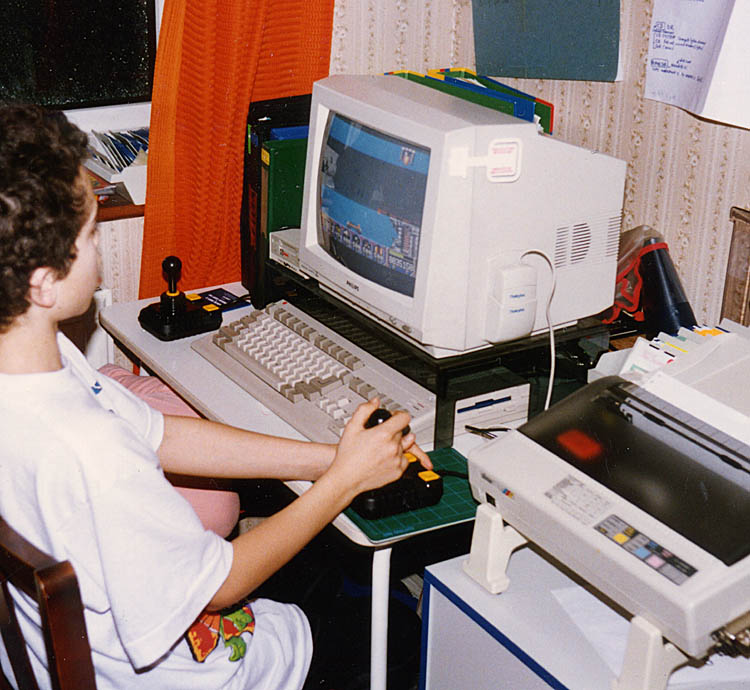
Amiga 500 und junger Computerspieler mit Turrican

- Tandy TRS-80 Color Computer „CoCo“ (1981)
- Texas Instruments TI-99/4A (1981)
- Sinclair ZX81 (1981), einfaches Modell, monochrome Darstellung, Folientastatur
- Sinclair ZX Spectrum (1982)
- Commodore 64 / C64 (1982), erfolgreichster Heimcomputer
- Atari XL (1982)
- Apple IIe (1983)
- MSX (1983), im deutschsprachigen Raum kaum verbreitet
- Amstrad CPC / Schneider CPC (1984)
- Atari ST (1985), 16-Bit
- Commodore 128 (1985), weniger erfolgreich, Spiele größtenteils im C64-Modus
- Commodore Amiga (1985), 16/32-Bit, sehr erfolgreich

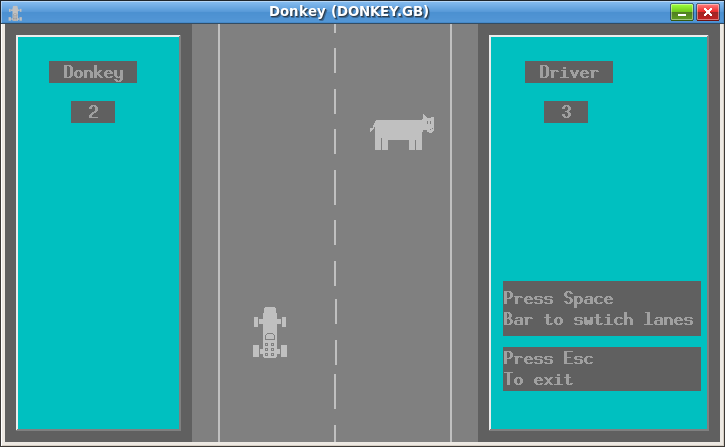
Eines der ersten DOS-Spiele: DONKEY.BAS (1981), hier eine freie Variante, erstellt mit Gambas

### PC
- IBM-PC (1981)
- IBM PC/XT (1983)
- IBM PC jr. (1983)
- IBM PC/AT (1984)

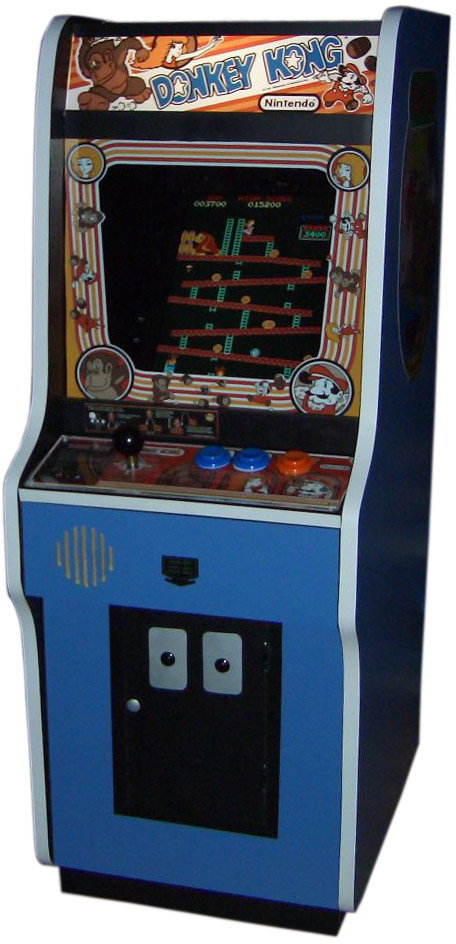
Donkey Kong (1981, Arcade-Automat)

Auf PCs wurden in den 1980er-Jahren hauptsächlich Spiele auf dem Betriebssystem MS-DOS gespielt. Windows-Spiele setzen sich erst mit der Version 3 ab 1990 durch.

## Beliebte Genres der Zeit
Existent waren in den 1980er-Jahren fast alle noch heute bekannten Genres. Besonders verbreitet waren nach wie vor einerseits einfache Spielprinzipien wie Shoot ’em ups, Actionspiele, Sport- und Rennspiele, Adventures sowie umfangreichere Simulationen. Neu hinzu kamen die Jump ’n’ Runs und Beat ’em ups. Viele Klassiker dieser Zeit sind auch heute noch als Retrospiele beliebt.

### Online-Spiele
Einfache textbasierte Spiele wie per Mailbox (BBS) spielbare Spiele und Multi User Dungeons (MUDs) waren frühe Vertreter der Onlinespiele. Ab Mitte des Jahrzehnts kamen erste Action- und Strategie-Spiele mit Modem-Option für Online-Spiele zu zweit auf den Markt.

## Wichtige Entwickler
- Scott Adams (Adventure-Spiele)
- Ken Williams
- David Braben, Spiel Elite
- Rob Fulop (Atari)
- Will Wright, Spiel SimCity
- Richard Garriott, Entwickler der einflussreichen Ultima-Serie

Viele Spiele wurden von großen Publishern veröffentlicht; die einzelnen Entwickler gerieten in den Hintergrund. Umfangreiche Spiele entstanden oft in größeren Teams.

### Wichtige Firmen
Bei den Spielkonsolen dominierten zusammen Nintendo und Sega; bei Heimcomputern war Commodore durch die Modelle C64 und Amiga führend. PC-Spiele (DOS-Spiele) setzten sich erst langsam durch, einerseits durch die hohen Anschaffungskosten und durch die zunächst begrenzten Hardware-Eigenschaften. Erst 1984 gab es den 16-Farben-EGA-Standard, Soundkarten wurden später meist nachgerüstet.
Im Arcade-Bereich gab es zahlreiche Unternehmen, darunter weiterhin Atari/Atari Games, Konami, Taito, Sega, Nintendo, sowie Namco, Data East und Capcom.
Softwareunternehmen entstanden und verschwanden in hoher Anzahl, oder wurden übernommen. 1983 kam es in den USA zum Zusammenbruch des Marktes, dem Video Game Crash. Bekannte Publisher waren neben den genannten beispielsweise Acclaim Entertainment, Accolade, Activision, Bug-Byte, Epyx, Lucasfilm Games, Sierra On-Line und Ubisoft.

## Datenträger / Kosten

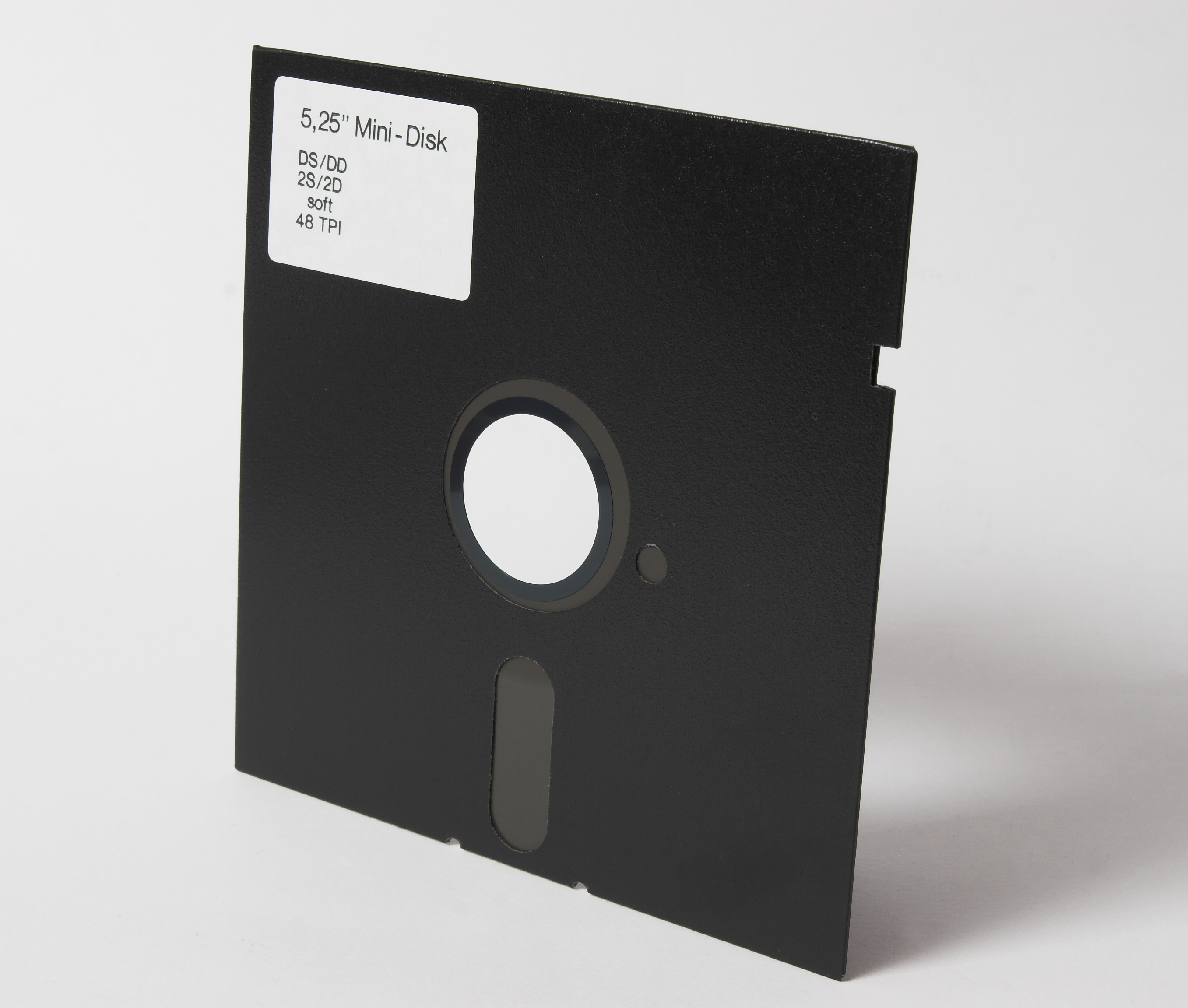
Eine 5,25"-Diskette, typisches Speichermedium u. a. für den C64

Arcade-Spiele kosteten damals in Deutschland in der Regel eine DM pro Spiel und Spieler, allerdings konnten die Aufsteller Schwierigkeitsgrad und Anzahl der „Leben“ einstellen. Außerhalb Deutschlands waren die Kosten oft niedriger.
Bei den Heimcomputern waren zunächst Cartridges und Compact Cassetten die üblichen Datenträger. 1982/1983 kosteten kommerzielle Spiele für Heimcomputer bis zu 89 DM, für Konsolen zwischen 70 und 140 DM. Alternativ wurden Spiele selbst programmiert oder Programmausdrucke aus Büchern oder Zeitschriften abgetippt. Als Mitte der 80er Jahre die Verbreitung der Geräte stark anstieg und die ersten 5,25"-Diskettenlaufwerke erschienen, sanken die Preise für Spiele auf etwa 50–60 DM und waren meist deutlich anspruchsvoller. Die Preise für leere Medien sanken drastisch und es gab viele Schwarzkopien. Gegen Ende des Jahrzehnts waren 3,5-Zoll-Disketten verbreitet (für Amiga und teilweise für den PC) und ein Spiel kostete in der Regel bis zu 89 DM (Amiga) und 119 DM (PC), dabei war das Spiel oft auf mehreren Disketten verteilt, teils über 10, trotz Komprimierung. Konsolenspiele waren deutlich günstiger und hatten oft Festpreise.

## Chronik / Wichtigste Spiele des Jahrzehnts
- Pac-Man (1980)

Spielprinzip von Tetris (1985)

- Defender (1980), erstes Spiel mit Scrolling
- Battlezone (1980), erstes Spiel mit Egoperspektive
- Centipede (1980)
- Donkey Kong (1981), erstes Jump ’n’ Run
- Frogger (1981)
- Q*bert (1982)
- Pole Position (1982), erfolgreiches und erstes moderne Rennspiel
- Track & Field (1983)
- Tetris (1985)
- Double Dragon (1987)
- SimCity (1989)

Weitere verbreitete Spiele, teilweise nur auf einzelnen Plattformen waren:
- Ultima (1980), Rollenspiel auf Apple II
- Microsoft Flight Simulator (1982), Flugsimulator auf PC
- Elite (1984), Simulationsspiel auf BBC Micro
- Super Mario Bros. (1985), Jump ’n’ Run auf Famicom/NES
- The Legend of Zelda (1986), Action-Adventure auf NES
- The Great Giana Sisters (1987), Jump ’n’ Run auf C64 u. a.
- Defender of the Crown (1987), Strategiespiel auf Amiga u. a.
- Ports of Call (1987), Handelssimulation auf Amiga

Weitere innovative, teils weniger bekannte Titel waren:

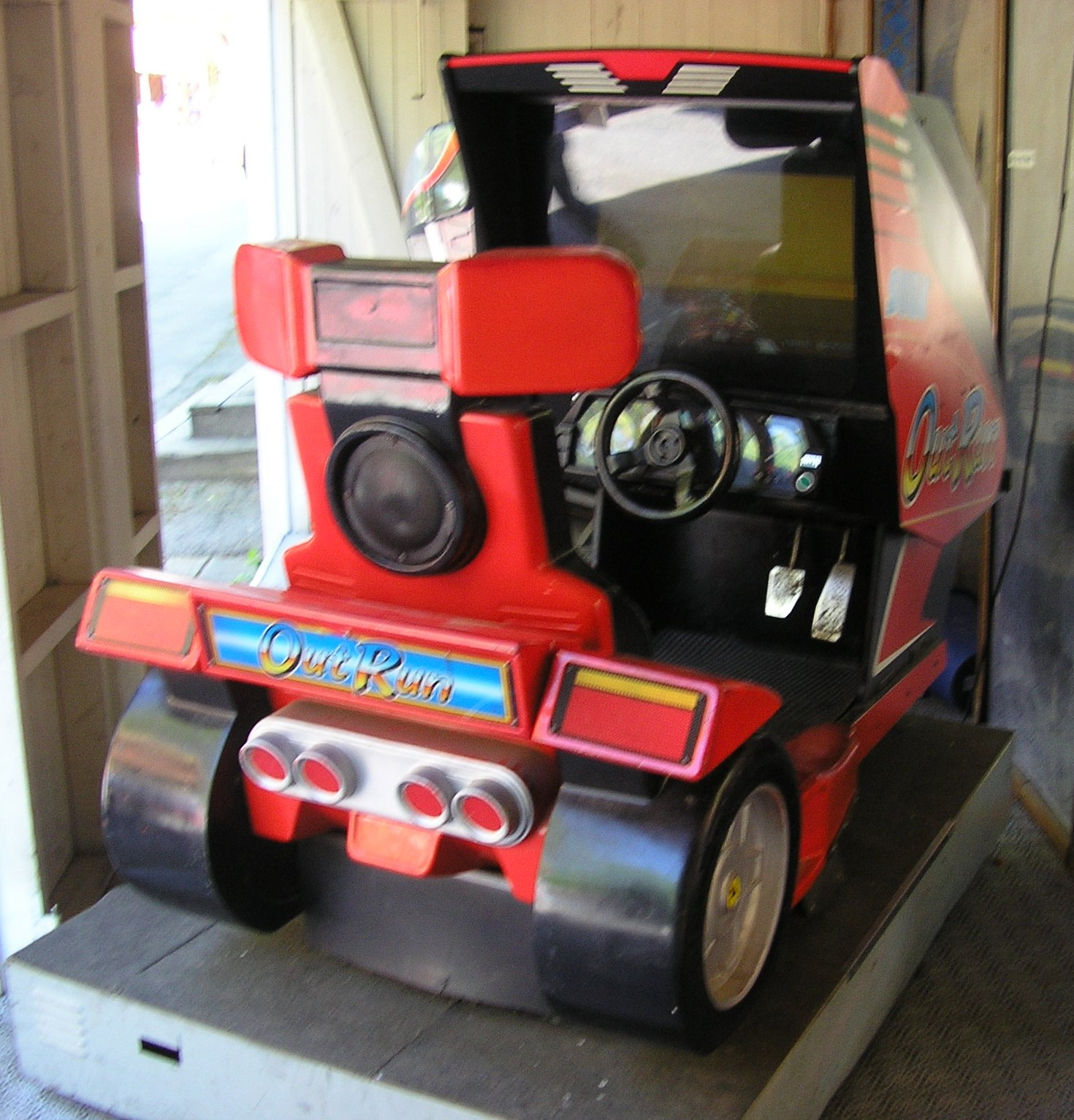
OutRun-Arcade-Automat (1986)

- Mystery House (1980), erstes Text-Adventure mit Grafiken
- Space Panic (1980), erstes Plattformspiel, Vorläufer von Jump ’n’ Runs
- 3D Monster Maze (1981), erstes 3D-Spiel für Heimcomputer
- Moon Patrol (1982), erstes Spiel mit Parallax-Scrolling
- Dragon’s Lair (1983), erstes bekanntes Laserdisc-Spiel
- Ant Attack (1983), erstes 3D-Spiel mit Bewegungsfreiheit
- I, Robot (1983), erstes kommerzielle Spiel mit 3D-Polygonen
- Karate Champ (1984), erstes Kampfspiel mit seitlicher Ansicht
- Little Computer People (1985), erste Lebenssimulation
- Out Run (1986), erstes Spiel mit Force Feedback (Kraftrückmeldung)

Trotz Kopierschutz waren in den 80er Jahren Schwarzkopien weit verbreitet.

## Indizierungen
Computerspiele waren in den 1980er-Jahren ein neues Phänomen; so reagierte die Bundesprüfstelle für jugendgefährdende Schriften (kurz BPjS, heute: Bundeszentrale für Kinder- und Jugendmedienschutz) recht hilflos und willkürlich bei der Indizierung von Spielen: Es wurden nicht nur – auch nach heutigen Maßstäben – recht brutale Spiele wie Commando Libya oder Beach Head und Beach Head II (mit realistischen Schreien sterbender Soldaten) indiziert, sondern auch – nach damaligen und heutigen Maßstäben – harmlose Spiele wie River Raid und Blue Max, in denen auf stilisierte Flugzeuge und Panzer geschossen wurde. Das führte dazu, dass die deutsche Version des Spiels Commando grafisch leicht umgestaltet wurde – statt Soldaten waren in der Version namens Space Invasion Außerirdische die Gegner, was die BPjS nicht davon abhielt, diese ebenfalls zu indizieren.
Diese Indizierungspolitik führte zu Unverständnis und zu einer generellen Ablehnung der BPjS, zumal zur damaligen Zeit sehr viele Schwarzkopien im Umlauf waren, so dass die Maßnahmen ins Leere gingen; manche indizierten Spiele waren zudem nicht im freien Handel erhältlich. Später zeigte die BPjS mehr Augenmaß bei der Indizierung.
Kurioserweise landeten bei der BPjS auch eindeutig gecrackte Spiele, also Schwarzkopien, zur Bewertung auf dem Tisch. Diese Medien dürften, dem Verfahrensweg entsprechend, aus den Haushalten besorgter Eltern über die Jugendämter an die Stelle weitergeleitet worden sein. Das weitere Vorgehen entsprach den Regeln, wonach bei verdächtigen Medien und unbekanntem Autor zunächst immer eine Indizierung vorgenommen wird, um im Weiteren für Klärung zu sorgen. Dass diese Klarheit bei Cracks nicht herbeiführbar war, sollte einleuchten. So befand sich auch das Spiel 1942 Trainer (eine gecrackte und um einen Cheat erweiterte Version des Spiels 1942) auf dem Index der nicht frei verkäuflichen Werke. Als Hersteller wurde für das Medium dementsprechend auch nicht Capcom bzw. Elite als Publisher angegeben, sondern ein Unbekannter namens Doctor Bit, unter dessen Pseudonym der Cheat veröffentlicht und in Umlauf gebracht wurde. Anzeichen für einen offenen gewerblichen Vertrieb sind nicht vorhanden, ansonsten hätte auch der Originalhersteller entsprechende Maßnahmen ergreifen können.